# Wonderland Park
Pour les articles homonymes, voir Wonderland.
Wonderland Park est un parc d'attractions situé à Amarillo, au Texas.

## Histoire
Paul Roads imagina ce parc d'attractions pour enfants et l'ouvrit le 12 août 1951.

## Les attractions

### Montagnes russes

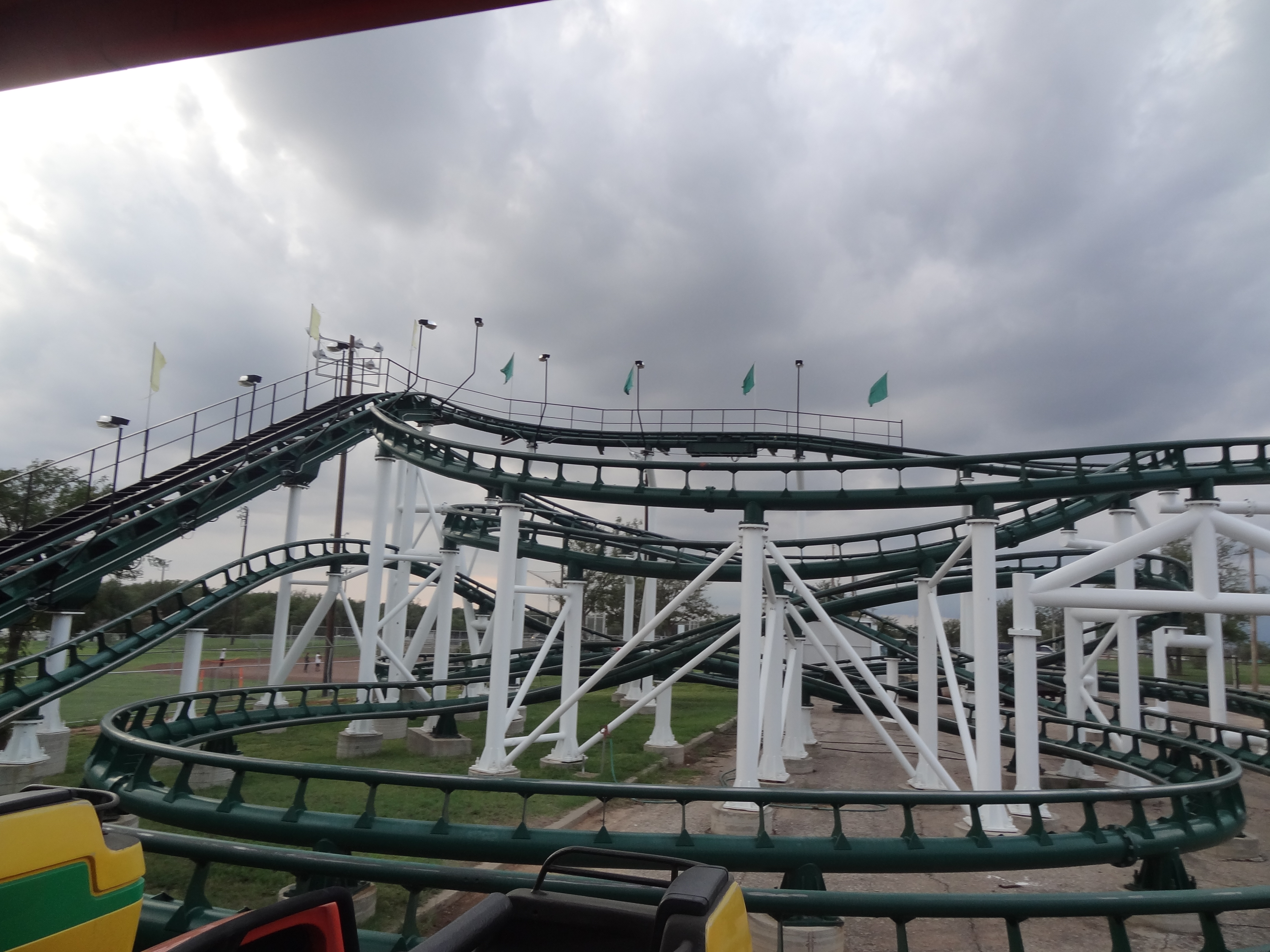
Hornet
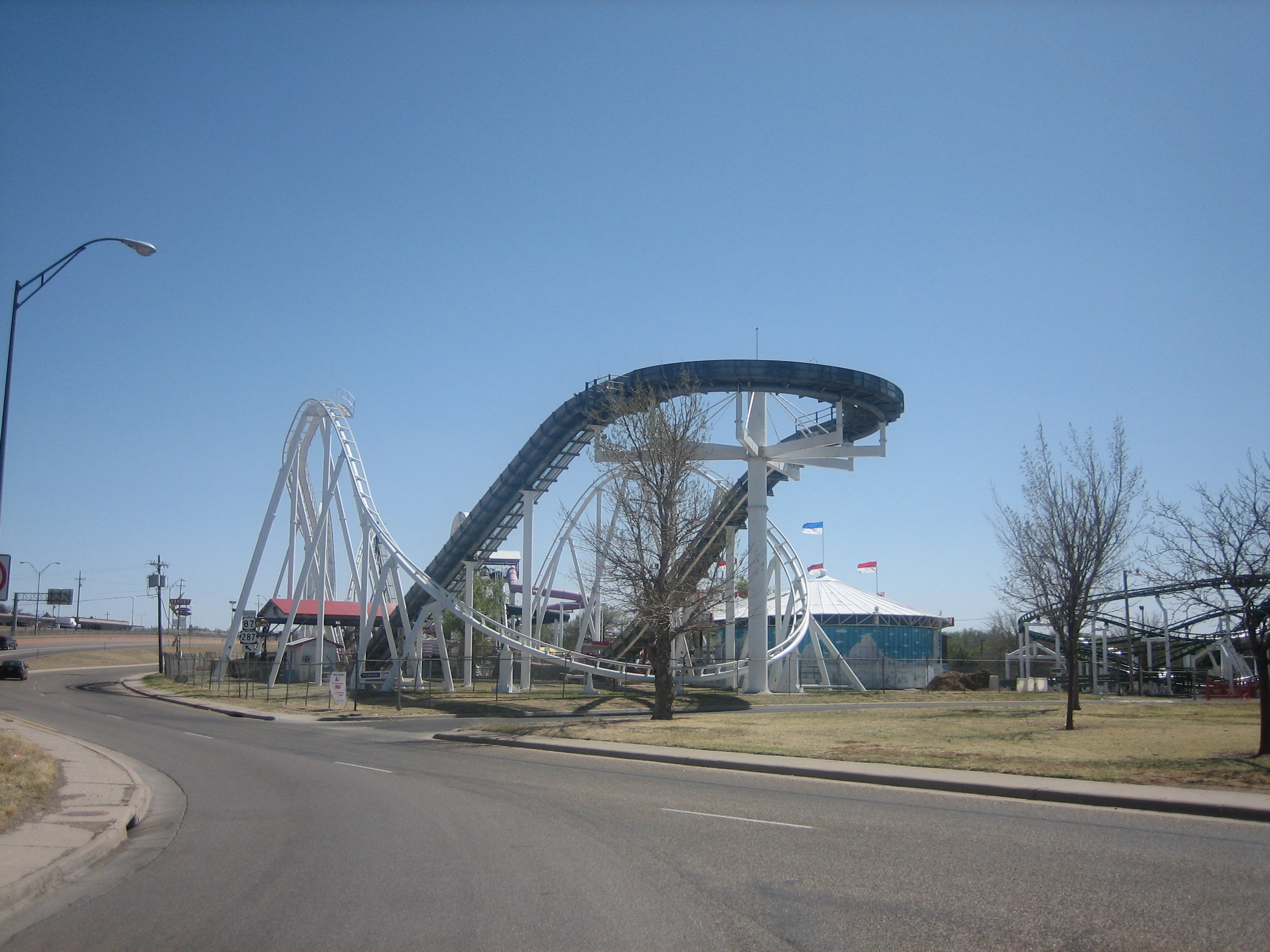
Texas Tornado

| Nom de l'attraction | Type                     | Constructeur      | Année d'ouverture |
| ------------------- | ------------------------ | ----------------- | ----------------- |
| Big Coaster         | Montagnes russes assises | Pinfari           | 1975              |
| Cyclone             | Wild Mouse               | Carl Miler        | 1968              |
| Hornet              | Montagnes russes assises | Vekoma            | 2009              |
| Texas Tornado       | Montagnes russes assises | Hopkins Rides Inc | 1985              |

- Hornet
- Texas Tornado

### Attractions aquatiques
- Thunder Jet Racers -
- Big Splash Log Flume - Bûches de Hopkins Rides Inc
- Pipeline Plunge -
- Rattlesnake River Raft Ride - Rivière rapide en bouées de Hopkins Rides Inc
- Shoot The Chute - Shoot the Chute de Hopkins Rides Inc